# Crystal Castles (группа)
Crystal Castles (с англ. — «Хрустальные за́мки») — канадская группа, исполняющая экспериментальную электронную музыку. Проект основан Итаном Кэтом и Элис Гласс в 2006 году в Торонто. Сейчас коллектив состоит из Итана Кэта и Эдит Фрэнсис. С момента основания дуэт быстро прославился своими выступлениями и домашними lo-fi записями. Творческий путь Crystal Castles начался с выпуска лимитированных синглов на виниловых пластинках в период с 2006 по 2007 год, после чего было выпущено три альбома, которые получили признание критиков.
Первой совместной песней Итан и Элис стала «Alice Practice», которая была записана в 2006 году. Трек был выложен в интернет в первоначальном виде и привлёк внимание слушателей, после чего дуэт решил доработать песню и выпустить её официально. В этом же году группа выпускает на виниле мини-альбом Alice Practice, который включал в себя 4 композиции.
Дебютный альбом под названием Crystal Castles был выпущен в 2008 году. В 2009 году издание NME поместило его в список «Топ 100 величайших альбомов десятилетия» под номером 39.
В 2010 году группа выпустила свой второй альбом — Crystal Castles (II). Этот релиз стал их первым альбомом, попавшим в чарт Billboard 200. Он включал в себя сингл «Not in Love», записанный совместно с Робертом Смитом из группы The Cure. Это первая композиция Crystal Castles, которая попала в мировые чарты. «Not in Love» является кавер-версией песни группы Platinum Blonde.
Третий альбом под названием Crystal Castles (III) увидел свет 12 ноября 2012 года. Он стал главным альбомом года по версии Tumblr и Hype Machine. Синглами с него стали композиции «Plague», «Wrath of God», «Sad Eyes» и «Affection». Это последний альбом, выпущенный совместно с Элис Гласс.
В конце 2014 года Элис заявила, что покидает группу из-за личных и профессиональных причин. В 2015 году место вокалистки Crystal Castles заняла Эдит Фрэнсис, трек «Frail» стал первым с её участием.
В 2016 году состоялся выход четвёртого студийного альбома, который получил название Amnesty (I).

## История

### 2006—2009: Формирование группы и дебютный альбом
Jamgoose встретил Элис в Торонто, когда ей было 15 лет и попросил её записать вокальные партии к трекам, над которыми он работал с 2003 года. Так был создан трек «Alice Practice», который привлёк внимание людей, когда был размещён в сети. Музыканты решили объединиться в группу и совместно выбрали название Crystal Castles, которое было взято из реплики в одной из сцен мультсериала Ши-Ра : Принцесса Силы (англ. She-Ra: Princess of Power): «В хрустальных замках судьба мира находится в безопасности» (англ. «The fate of the world is safe in Crystal Castles»). Alice Practice стал первым релизом группы и был выпущен на виниле в 2006 году.
В 2006 и 2007 годах Crystal Castles выпускают несколько синглов на 7-дюймовых пластинках с помощью независимых лейблов. В феврале 2008 года Кэт в одном из интервью заявил, что его цель — «издавать максимально раздражающие звуки, под которые может кричать Элис, чтобы потом попасть на разогрев группы Melt Banana». В 2008 году состоялся выход одноимённого дебютного альбома, который занял 39 позицию в списке «Топ 100 величайших альбомов десятилетия» по версии NME.

### 2010—2011: Crystal Castles (II)
Второй альбом группы под названием Crystal Castles (II) (иногда просто (II) или Crystal Castles, также как и первый одноимённый альбом) был выпущен 24 мая 2010 года. Изначально материал должен был выйти в июне 2010 года, но в апреле в интернет попала ранняя версия альбома, что побудило лейбл перенести выпуск на более раннюю дату. Альбом был довольно успешным и достиг 48 позиции в чартах Великобритании, 188 номера — в США, а также 25 строчку в чартах Австралии.
Двумя первыми синглами с альбома стали «Celestica» и «Baptism». Трек «Not in Love», записанный совместно с Робертом Смитом из группы The Cure, был выпущен в качестве третьего сингла. В 2011 году Crystal Castles возглавили NME Awards Tour в Великобритании. Тогда у Элис Гласс был перелом лодыжки, но выступления всё равно состоялись.

### 2012—2014: Crystal Castles (III) и уход Элис Гласс
В марте 2012 года Crystal Castles объявили о своём временном переезде в Варшаву, чтобы начать там запись своего третьего альбома. 25 июня был выпущен сингл «Plague», а 26 сентября группа выпустила второй сингл «Wrath of God». Изначально альбом Crystal Castles (III) (иногда (III) или просто Crystal Castles, как было в случае с первым и вторым релизом) должен был выйти 5 ноября 2012 года, но выпуск был перенесён на 7 ноября. Третьим синглом с альбома стал трек «Sad Eyes», который был выпущен отдельно 23 января 2013 года. В апреле этого же года в качестве четвёртого сингла с альбома была выпущена песня «Affection».
В октябре 2014 года в публикации на Facebook Элис Гласс заявила, что покидает Crystal Castles, что существование проекта прекращено, а она начинает сольную карьеру. Менеджер группы сообщил фанатам, что проект Crystal Castles продолжит деятельность без Элис. Три года спустя, в октябре 2017, Элис Гласс на своём официальном сайте опубликовала текст, в котором обвиняет Итана в сексуальном, физическом и психологическом насилии, именно этим объясняя уход из группы.

### 2015—2017: Amnesty (I)
16 апреля 2015 года Crystal Castles выпустили сингл под названием «Frail» — это первая композиция, записанная Эдит Фрэнсис, новой вокалисткой группы. 2 июля этого же года был выпущен сингл «Deicide». Первое выступление Crystal Castles в новом составе состоялось 27 ноября 2015 года на Soundswild Festival в Йоханнесбурге.
23 и 24 февраля 2016 года дуэт отыграл два концерта в Лондоне, билеты на которые были полностью распроданы. В июле того же года Crystal Castles выпустили сингл «Char» и анонсировали четвёртый студийный альбом под названием Amnesty (I), выход которого состоялся 19 августа.
В 2016 году Crystal Castles были включены в список артистов, выступающих на мероприятии под названием 79 Cents (в рамках SXSW), организованном Tumblr, которое посвящено проблемам гендерного неравенства. В статье издания The Verge Элис Гласс высказала своё мнение о том, что Итан Кэт не является тем человеком, который подходит для выступления на мероприятии, посвящённом феминизму. Чуть позже группа была исключена из списка артистов, выступающих на SXSW.
С осени 2017 года Crystal Castles приостановили концертную деятельность и перестали публиковать посты на страницах группы в социальных сетях. Публично музыканты не объявляли о прекращении проекта. 4 ноября 2017 года на странице группы в Facebook было опубликовано изображение с текстом Итана Кэта, в котором говорится о том, что «ложные обвинения отнимают голоса у настоящих жертв, и это то, что огорчает меня больше всего во всей этой ситуации».

## Музыкальный стиль
Стиль Crystal Castles был описан изданием Drowned in Sound как «свирепые и удушающие двухмерные слои глюков Gameboy с пафосными барабанами, оставляющими синяки и пробивающими череп с пронзительной силой, зарываясь глубоко в мозгу, как лихорадка». По версии BBC, при прослушивании Crystal Castles, вы "будете без страховки брошены на произвол судьбы в водоворот оглушительной боли. У вас будет ощущение, будто вы можете сделать что угодно в этом мире, но это «что угодно» в конечном итоге ничего не значит.
С выходом второго альбома музыка дуэта стала более «эстетичной и ясной», благодаря «умелому и отточенному смешиванию ледяного синти-попа с раскалённым нойзом».
Во время записи третьего альбома Итаном было принято правило «строго без компьютеров», он также отказался от старых синтезаторов и клавиш, на которых играл до этого. Этим Кэт объяснил, что хочет, чтобы «альбом звучал как совершенно иной и новый опыт» для Crystal Castles. Музыканты решили ограничиться лишь одним дублем на каждую песню, так как считали, что «первая попытка — это самое точное выражение идей».

## Противоречия

### Споры об авторских правах
В середине 2008 года Crystal Castles оказались в центре двух споров. Издания Pitchfork и Torontoist опубликовали статьи о том, как дуэт использует изображение за авторством Тревора Брауна без его разрешения. Картинка, на которой изображена певица Мадонна с гематомой под глазом, использовалось Crystal Castles в качестве логотипа группы. Проблема была решена после того, как музыканты купили права на использование изображения у Брауна.
В одной из ранних демозаписей Итана Кэта под названием «Insectica (CC vs Lo-Bat Version)», которая не была выпущена официально, без разрешения был использован семпл из трека другого музыканта — Lo-Bat. Спустя несколько лет звукозаписывающий лейбл обнаружил этот трек в архиве и загрузил его на страницу лейбла на MySpace без разрешения Итана и без указания оригинальной композиции, из которой был взят семпл. В «Insectica (CC vs Lo-Bat Version)» использован фрагмент трека Lo-Bat под названием «My Little Droid Needs a Hand», который был выпущен под лицензией Creative Commons. В композиции Crystal Castles «Love and Caring» был использован семпл с ударными из трека «Sunday» за авторством Covox.

### Сексуальные домогательства и обвинения в неправомерных действиях
24 октября 2017 года Элис Гласс, будучи уже бывшей вокалисткой Crystal Castles, опубликовала на своём официальном сайте публичное заявление, в котором обвинила Итана Кэта в сексуальном, физическом и психическом насилии, которое послужило причиной ухода из группы. В обвинении подробно описаны события, которые начались тогда, когда Элис была в возрасте 15 лет и только начинала записываться с Итаном, и вплоть до её ухода из Crystal Castles.. В этот же день Кэт публично опроверг все обвинения через своего адвоката, назвав их «чистой выдумкой». Позже Кэт подал в суд на Элис, однако его иск был отклонён судом.

## Участники
Текущие участники
- Итан Кэт — музыкальные инструменты, автор песен, продюсирование, вокал (2003—2017)
- Эдит Фрэнсис — вокал (2015—2017)

Сессионные музыканты
- Кристофер Чартранд — барабаны (2006—2017)

Бывшие участники
- Элис Гласс — вокал, автор песен (2003—2014)

## Дискография

### Студийные альбомы
- Remixed Rewired (2008, бутлег)
- Crystal Castles (2008)
- Crystal Castles II (2010)
- III (2012)
- Amnesty (I) (2016)

### Мини-альбомы
- Home Demo (2006)
- Alice Practice (2006)
- Crimewave (2008)
- Vanished (2008)
- Doe Deer[англ.] (2010)
- Celestica (2010)

### Синглы
- «Crimewave» (2007)
- «Air War» (2007)
- «Courtship Dating[англ.]» (2008)
- «Vanished[англ.]» (2008)
- «Celestica[англ.]» (2010)
- «Baptism» (2010)
- «Not in Love[англ.]» (при уч. Роберта Смита; 2010)
- «Plague[англ.]» (2012)
- «Wrath of God» (2012)
- «Affection» (2012)
- «Frail[англ.]» (2015)
- «Deicide» (2015)
- «Concrete» (2016)
- «Char» (2016)
- «Fleece» (2016)

### Ремиксы
- Remixed Rewired (2008, бутлег) содержит в себе все ремикс-композиции ниже.
- Klaxons — «Atlantis to Interzone» (2006)
- GoodBooks[англ.] — «Leni» (2006)
- The Little Ones[англ.] — «Lovers Who Uncover» (2006)
- Uffie — «Make It Hot» (2007)
- The Whip[англ.] — «Divebomb» (2007)
- Bloc Party — «Hunting For Witches» (2007)
- Switches[англ.] — «Lay Down the Law» (2007)
- Sohodolls — «Trash the Rental» (2007)
- Liars — «It Fit When I Was a Kid» (2007)
- Health — «Crimewave» (2008)
- White Lies — «Death» (2009)
- Health — «Eat Flesh» (2010)